# Zawiesina (górnictwo)
Zawiesina – układ złożony z rozproszonych cząstek ciał stałych i cieczy (najczęściej wody) powstały podczas procesów wzbogacania na mokro kopalin. 

## Powstawanie zawiesin przy wzbogacaniu kopalin
Niektóre procesy wzbogacania kopalin użytkowych (węgla, rudy metali) są przeprowadzane na mokro. W takich procesach stosuje się zawiesiny. Zawiesiny mogą być przygotowywane w celu ich wykorzystania w dalszych procesach wzbogacania (ciała stałe są specjalnie rozdrabniane) lub powstają wówczas, gdy części stałe dostają się do wody płuczkowej w wyniku procesu odmulania miału, wymywania skał ilastych, niezupełnego odpylania, mechanicznego rozdrabniania urobku lub hydraulicznego rozmycia urobku. Z tego powodu skład ziarnowy zawiesiny zależy głównie od wielkości otworów przegród urządzeń odwadniających lub warunków klasyfikacji hydraulicznej.